# Macromonycha apicalis
Macromonycha apicalis es una especie de insecto coleóptero de la familia Chrysomelidae. Fue descrita en 1845 por Gebler.